# Ada Botti Giachetti
Vittoria Matilde Ada Giachetti in Botti (Firenze, 1º dicembre 1874 – Rio de Janeiro, 16 ottobre 1946) è stata un soprano italiano.

## Biografia
Il soprano fiorentino Ada Giachetti era figlia di Guido e di Giuseppina Guidalotti e anche la sorella maggiore del soprano Rina Giachetti. Al pari di sua sorella Rina, intraprese giovanissima la carriera musicale. Sposò il ricco commerciante Gino Affortunato Paolo Botti. Debuttò al Teatro San Carlo di Napoli, nel 1897, nel ruolo di Alice nel Falstaff di Giuseppe Verdi; fu poi Santuzza nella Cavalleria rusticana di Pietro Mascagni. Era apprezzata per la sua voce limpida e per il suo temperamento sicuro e passionale.

### Incontro con Enrico Caruso
Il 18 agosto 1897 interpretò Mimì ne La bohème di Giacomo Puccini, al Politeama di Livorno, accanto ad Enrico Caruso che allora era quasi sconosciuto. Fu l'inizio di una lunga e tormentata storia d'amore, per cui Ada abbandonò il marito. Enrico e Ada cantarono in coppia al Teatro Goldoni ne La traviata, poi ancora ne La Bohéme, quindi Ada diradò gli impegni artistici, ma fu ancora protagonista ne La Tosca di Giacomo Puccini, a Bologna e a Treviso, in coppia con Enrico Caruso.
Nel 1903 Ada seguì il tenore, nella tournée negli USA che lo rese celebre, ma presto tornò in Italia. Donna elegante ed affascinante, musicista di buon livello, Ada Giachetti sosteneva nella carriera il giovane Caruso e, nonostante litigi e separazioni, fu la persona più importante nella vita del suo amante. 

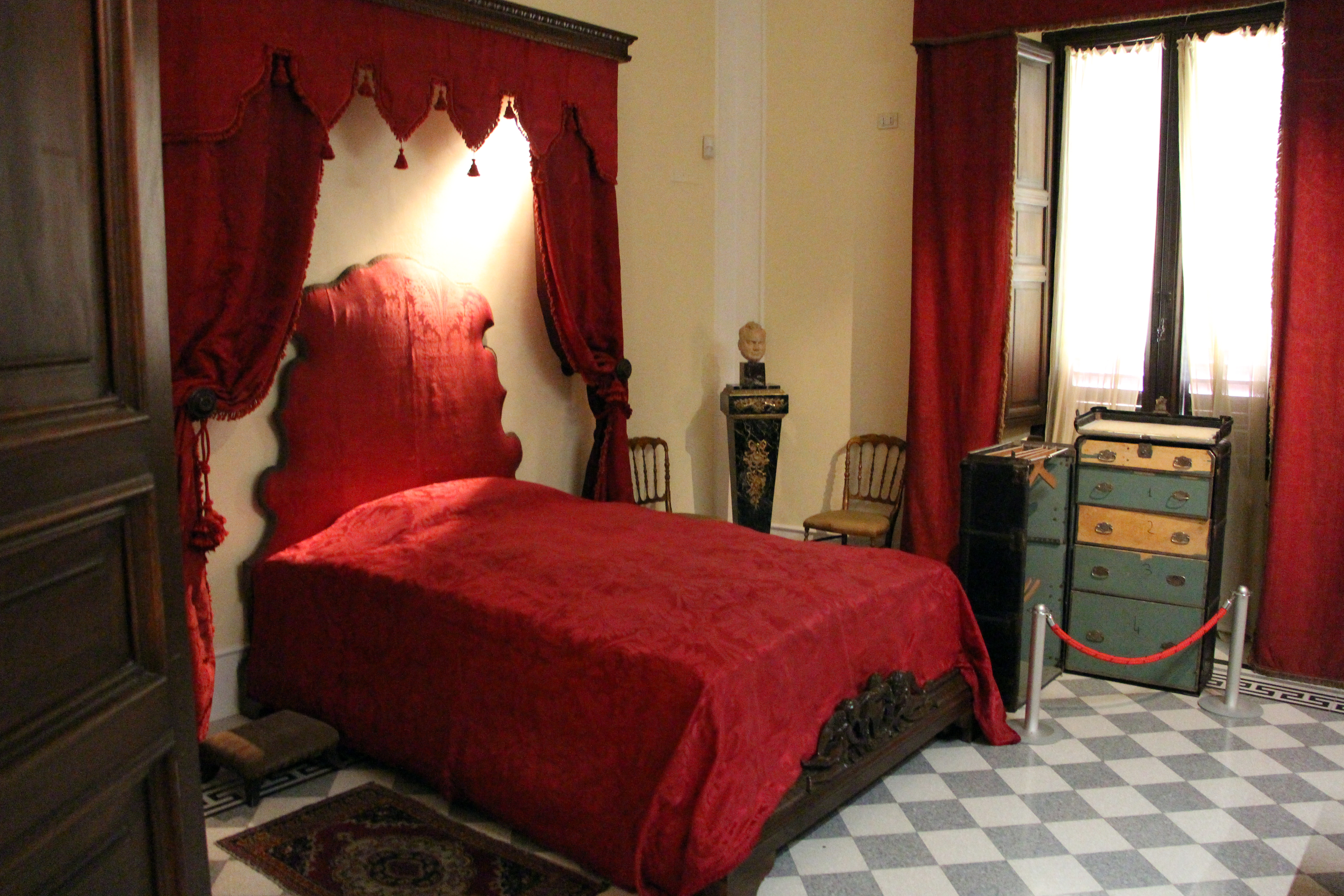
Villa Caruso di Bellosguardo, camera da letto di Enrico Caruso

Il loro primo figlio, nato nel 1898, si chiamò Rodolfo, dal ruolo interpretato da Enrico ne La Bohème. Il loro secondogenito, Enrico jr., nacque nella loro residenza, la villa Le Panche, di Sesto Fiorentino. La relazione durò undici anni. Per ospitare la sua famiglia, Enrico Caruso acquistò la Villa Bellosguardo, a Lastra a Signa, dove oggi è ospitato il Museo Enrico Caruso. Qui, Ada si fece trascinare in una relazione sentimentale, presto scoperta da Caruso.
Nell'estate del 1908 Ada Giachetti fuggì a Nizza con l'autista, abbandonando Enrico e i due figli a villa Bellosguardo. Caruso questa volta non la perdonò e la coppia si separò definitivamente. Ada denunciò Enrico per sottrazione di corrispondenza, sperando così di ottenere una somma di denaro; ma Caruso fu assolto e Ada, per le false accuse, condannata a un anno di reclusione, che non scontò, poiché fuggì con il suo nuovo amante in Argentina. Da questo momento abbiamo di lei poche notizie, ma sappiamo che Enrico le spediva denaro, per alleviare le misere condizioni economiche in cui Ada versava. Morì in tragiche circostanze, su cui c'è un mistero. La lunga relazione è documentata da migliaia di lettere e di corrispondenze varie, per molti anni rimaste sconosciute, parte delle quali è stata venduta all'asta.
Enrico Caruso sposò Dorothy Benjamin, un'americana di 25 anni, da cui ebbe la figlia Gloria.

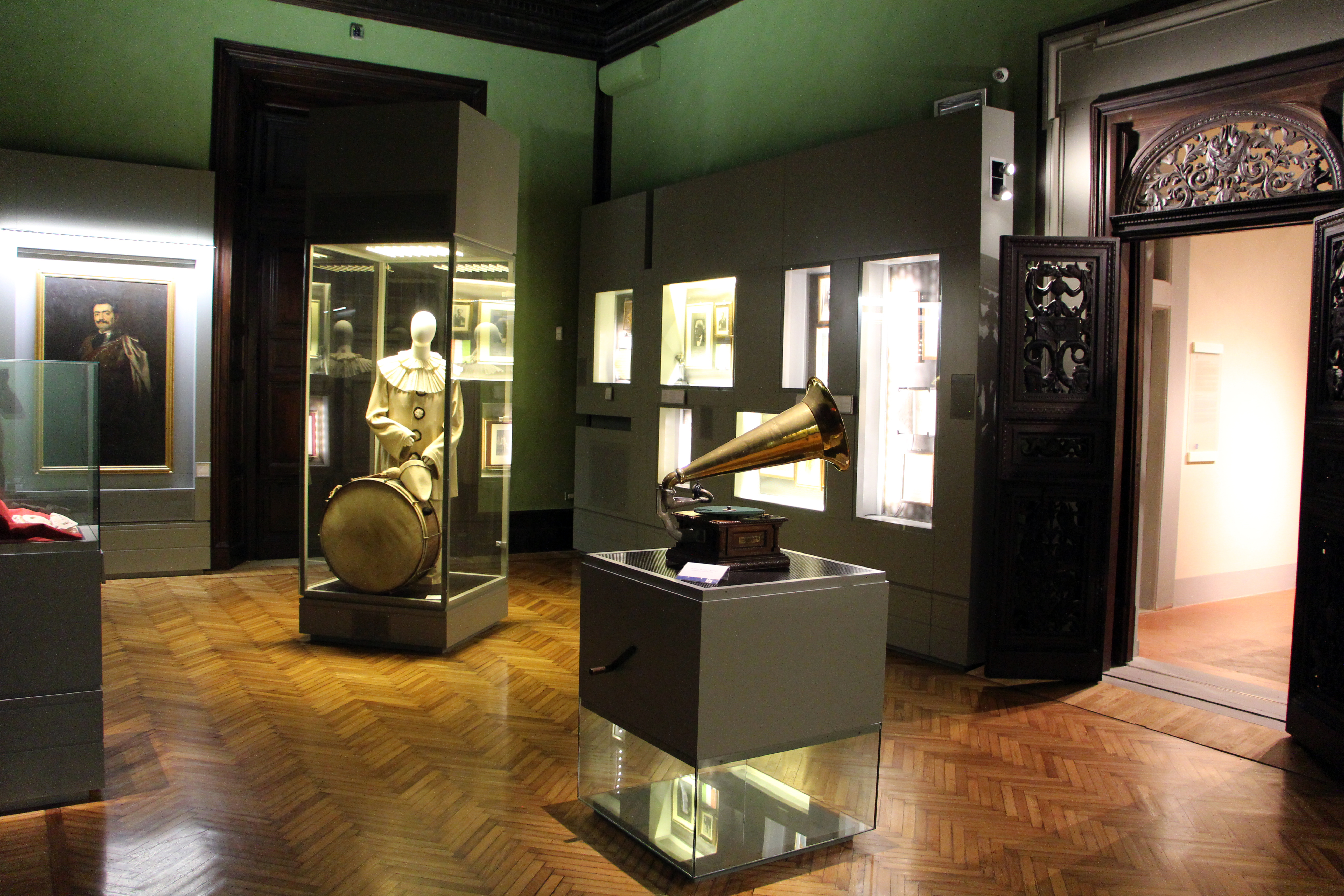
Villa Caruso di Bellosguardo, Museo Enrico Caruso

### Letteratura
- Mary di Michele, Canto d'amore.  Enrico Caruso raccontato dalle donne della sua vita, Cava de' Tirreni, Marlin, 2006, SBN LZ10213354. Finzione letteraria. Traduzione di Gabriella Iacobucci.

Enrico Caruso jr.
My father and my family
1990 Amadeus press

### Televisione
- Alla vita di Enrico Caruso è ispirata la fiction Caruso, la voce dell'amore, trasmessa in prima serata su RaiUno, il 23 e 24 settembre 2012. Vanessa Incontrada e Martina Stella  hanno interpretato le due sorelle che hanno segnato la vita del tenore: Ada e Rina Giachetti.